# Диреко, Винки
Изабелла Винки Диреко (англ. Isabella Winkie Direko; 27 ноября 1929, Ботшабело, Блумфонтейн, Трансвааль — 17 февраля 2012, там же, ЮАР) — южноафриканский политический и государственный деятель, премьер-министр провинции Фри-Стейт ЮАР (15 июня 1999 — 26 апреля 2004). Член Африканского национального конгресса (АНК), педагог.

## Биография
В 1948 году сдала экзамен на педагога, учительствовала с 1949 года. В 1975 году стала заместителем директора, а с 1985 по 1994 год — директором средней школы. В молодости вступила в АНК, была членом молодежной лиги (ANC Youth League) и женской организации конгресса (African National Congress Women’s League). Сыграла важную роль в повышении политической осведомленности среди молодых активистов городка Ботшабело недалеко от Блумфонтейна, особенно среди так называемых Двенадцати учеников Нельсона Манделы, которые были её учениками, пока группа не была выслана из страны в 1960 году.
Занимала ряд должностей в сфере образования. Была, среди прочего, членом Совета Университета Виста и канцлером Свободного государственного университета. Диреко также играла ведущую роль в Ассоциации девочек-гидов Южной Африки и была членом совета NICRO и Организации защиты детей.
После отмены апартеида стала одной из первых женщин-сенаторов в 1996 году, затем членом верхней палаты парламента Южно-Африканской республики, Национального совета провинций (NCOP). В 1999 году была назначена премьер-министром провинции Оранжевое Свободное государство. В 2004 году её сменила Беатрис Маршофф.
Затем в 2004 году перешла на работу в Национальное собрание. Там она занималась в основном вопросами женщин и социальными вопросами.
Умерла от осложнений после инсульта 17 февраля 2012 года.